# فهرست گزارش تلفات نیروهای امنیتی افغان در افغانستان
این فهرستی جزئی از نیروهای امنیتی افغان است که در جنگ در افغانستان (۲۰۰۱ تاکنون) کشته شده‌اند.
این مقاله علاوه بر ارائه شاخص تعداد مرگ‌های پلیس، سربازان و پیمانکاران نظامی خصوصی در بازه‌های زمانی، به خوانندگان این امکان را می‌دهد تا با خواندن مقاله‌های استنادی شرایط مرگ آنها را بررسی کنند.
در اواسط اکتبر ۲۰۰۹، به‌طور کلی تأیید شد که بیش از ۵۵۰۰ سرباز و پلیس از ابتدای جنگ کشته شده‌اند. در اوایل مارس ۲۰۱۴، این شماره به ۱۳٬۷۲۹ رسید. ۱۶ هزار و ۵۱۱ سرباز و پلیس دیگر زخمی شدند. در میان کشته شدگان ۴۵۵۱ سرباز وجود داشت که تا ۲۰ مارس ۲۰۱۳ جان خود را از دست دادند. تعداد سربازان کشته شده تا تاریخ ۲۰ سپتامبر ۲۰۱۴ به ۶ هزار و ۸۳۵ نفر رسید.
بر اساس اعداد زیر، در بخش‌های وزارت دفاع و وزارت کشور افغانستان، تا ۳۱ دسامبر ۲۰۱۴، ۲۱۰۰۸ سرباز و پلیس از ژوئن ۲۰۰۲ کشته شده‌اند. به گفته نتا سی کرافورد، استاد علوم سیاسی در دانشگاه بوستون و مدیر مشترک پروژه هزینه‌های جنگ، تخمین زده شده‌است که ۲۳۴۷۰ نفر از اعضای نیروهای امنیتی، از جمله ۱۴۲۰۰ پلیس و ۷٬۷۵۰ سرباز، از زمان آغاز جنگ تا پایان ۲۰۱۴ میلادی کشته شده‌اند. بعلاوه، گزارش شده‌است که ۲۸۵۲۹ پلیس و سرباز در بازه زمانی بین ژانویه ۲۰۱۵ و اواسط نوامبر ۲۰۱۸ کشته شده‌اند اما بعداً این تعداد به ۴۵۰۰۰ کشته در بازه زمانی بین پایان سپتامبر ۲۰۱۴ و اواخر ژانویه ۲۰۱۹ رسید. کرافورد همچنین تخمین به روز شده جدیدی از ۶۴۱۲۴ کشته را برای کل جنگ، تا اکتبر ۲۰۱۹ ارائه داده‌است. آژانس آناتولی ترکیه گزارش داد که، طبق ارقام محرمانه، حدود ۷۰۰۰ نیروی امنیتی افغان در طول سال ۲۰۱۹ کشته شده‌اند. بعلاوه، بین ۲۹ فوریه و ۲۱ ژوئیه ۲۰۲۰، حدود ۳٬۵۶۰ سرباز کشته شدند.

## تلفات نیروهای امنیتی افغان با دوره‌های زمانی تأییدشده

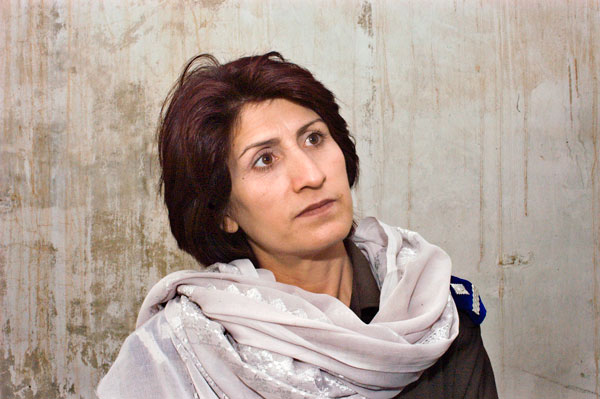
ملالی کاکار صبح روز ۲۸ سپتامبر ۲۰۰۸ در بیرون خانه اش ترور شد.

### مجموع سالانه هر وزارت دفاع و داخله افغانستان

#### ۲۰۱۵–۱۹
| ژانویه ۲۰۱۹                  | N / A  |  |  |  |
| ۲۰۱۸                         | N / A  |  |  |  |
| ۱ ژانویه ۲۰۱۷–۳۱ دسامبر ۲۰۱۷ | ۱۰٬۰۰۰ |  |  |  |
| ۱ ژانویه ۲۰۱۶–۳۱ اکتبر ۲۰۱۶  | ۶،۷۸۵  |  |  |  |
| ۱ ژانویه ۲۰۱۵–۲۹ دسامبر ۲۰۱۵ | ۷٬۰۰۰  |  |  |  |
| جمع                          | ۴۵٬۰۰۰ |  |  |  |
|                              |        |  |  |  |

#### ۲۰۰۲–۱۴
توجه: بیشتر این اعداد سالانه مربوط به تقویم افغانستان است که از ۲۱ مارس تقویم میلادی شروع می‌شود.
| ۱ ژانویه ۲۰۱۴–۳۱ دسامبر ۲۰۱۴ | ۳٬۷۲۰  |  |  |  |
| ۲۱ مارس ۲۰۱۳–۱ سپتامبر ۲۰۱۳  | ۱٬۷۹۲  |  |  |  |
| ۲۱ مارس ۲۰۱۲–۲۰ مارس ۲۰۱۳    | ۱۸۰۰   |  |  |  |
| ۲۱ مارس ۲۰۱۱–۲۰ مارس ۲۰۱۲    | ۱۴۰۰   |  |  |  |
| ۲۱ مارس ۲۰۱۰–۲۰ مارس ۲۰۱۱    | ۱٬۳۶۰  |  |  |  |
| ۲۱ مارس ۲۰۰۹–۲۰ مارس ۲۰۱۰    | ۱٬۴۱۰  |  |  |  |
| ۲۱ مارس ۲۰۰۸–۲۰ مارس ۲۰۰۹    | ۱٬۲۹۰  |  |  |  |
| ۲۱ مارس ۲۰۰۷–۲۰ مارس ۲۰۰۸    | ۱،119  |  |  |  |
| ۲۱ مارس ۲۰۰۶–۲۰ مارس ۲۰۰۷    | ۶۳۰    |  |  |  |
| ۱ ژوئن ۲۰۰۵–۳۱ ژوئیه ۲۰۰۵    | ۵۰     |  |  |  |
| ۱۳ ژوئن ۲۰۰۲–۱۶ مه ۲۰۰۵      | ۷۱۹    |  |  |  |
| جمع                          | ۱۵۰۰۰+ |  |  |  |
|                              |        |  |  |  |

| ۱ ژانویه ۲۰۱۴–۳۱ دسامبر ۲۰۱۴ | ۱۸۶۸  |  |  |  |
| ۱ ژانویه ۲۰۱۳–۳۱ دسامبر ۲۰۱۳ | ۱٬۳۹۲ |  |  |  |
| ۱ ژانویه ۲۰۱۲–۳۱ دسامبر ۲۰۱۲ | ۱٬۱۷۰ |  |  |  |
| ۱ ژانویه ۲۰۱۱–۳۱ دسامبر ۲۰۱۱ | ۸۳۱   |  |  |  |
| ۱ ژانویه ۲۰۱۰–۳۱ دسامبر ۲۰۱۰ | ۷۴۸   |  |  |  |
| ۱ ژانویه ۲۰۰۹–۳۱ دسامبر ۲۰۰۹ | ۶۳۵   |  |  |  |
| ۱ ژانویه ۲۰۰۸–۳۱ دسامبر ۲۰۰۸ | ۳۸۰   |  |  |  |
| ۱ ژانویه ۲۰۰۷–۳۱ دسامبر ۲۰۰۷ | ۳۲۵   |  |  |  |
| ۱ ژانویه ۲۰۰۶–۳۱ دسامبر ۲۰۰۶ | ۲۰۶   |  |  |  |
| ۱ ژانویه ۲۰۰۵–۳۱ دسامبر ۲۰۰۵ | ۱۳۸   |  |  |  |
| ۱ ژانویه ۲۰۰۴–۳۱ دسامبر ۲۰۰۴ | ۵۱    |  |  |  |
| ۱ ژانویه ۲۰۰۳–۳۱ دسامبر ۲۰۰۳ | ۹     |  |  |  |
| جمع                          | ۷۷۵۳  |  |  |  |
|                              |       |  |  |  |

### مجموع سالانه هر مؤسسه بروکینگز
| ۲۰۱۷ | ۲۵۰۰   |  |  |  |
| ۲۰۱۶ | ۵۵۰۰   |  |  |  |
| ۲۰۱۵ | ۷۰۰۰   |  |  |  |
| ۲۰۱۴ | ۴۳۸۰   |  |  |  |
| ۲۰۱۳ | ۴۷۰۰   |  |  |  |
| جمع  | ۲۴٬۰۸۰ |  |  |  |
|      |        |  |  |  |

| ۲۰۱۲ | ۱۲۰۰ | ۲۲۰۰  |  |  |
| ۲۰۱۱ | ۵۵۰  | ۱۴۰۰  |  |  |
| ۲۰۱۰ | ۵۱۹  | ۹۶۱   |  |  |
| ۲۰۰۹ | ۲۸۲  | ۶۴۶   |  |  |
| ۲۰۰۸ | ۲۲۶  | ۸۸۰   |  |  |
| ۲۰۰۷ | ۲۰۹  | ۸۰۳   |  |  |
| جمع  | ۲۹۸۶ | ۶٬۸۹۰ |  |  |
|      |      |       |  |  |

## تلفات پلیس افغانستان قبل از شروع سوابق رسمی

### ۲۰۰۶
در سال ۲۰۰۶، علاوه بر مجموع کل فوق‌الذکر، ۴۹ پلیس کشته و چهار پلیس نیز در عمل مفقود شدند.
- ژانویه
  - ۳ ژانویه - یک پلیس در استان زابل کشته شد.[۲۷]
  - ۵ ژانویه - یک بمب‌گذار انتحاری سه پلیس را به همراه هفت غیرنظامی در استان ارزگان کشت.[۲۸]
  - ۲۷ ژانویه - یک بمب کنار جاده ای دو پلیس را در استان هلمند کشته‌است.[۲۹]
- فوریه
  - ۳ فوریه - درگیری‌ها در ولسوالی موسی قلعه ولایت هلمند شش پلیس را به شهادت رساند.[۳۰]
  - ۴ فوریه - درگیری‌ها در منطقه نوازاد ولایت هلمند یک پلیس کشته شد.[۳۱]
  - ۵ فوریه - یک بمب کنار جاده ای شش پلیس را در استان قندهار کشته‌است.[۳۰]
  - ۷ فوریه - یک بمب قدرتمند در خارج از مقر پلیس در قندهار منفجر شد و باعث کشته شدن ۷ پلیس و شش غیرنظامی شد.[۳۲]
  - ۱۳ فوریه - سه پلیس در حمله به ایست بازرسی آنها در ولایت هلمند کشته شدند.[۳۳]
  - ۱۵ فوریه - انفجار بمب باعث کشته شدن یک پلیس شد.[۳۴]
  - ۱۶ فوریه - درگیری منجر به کشته شدن یک پلیس در استان نیمروز شد.[۳۵]
  - ۱۸ فوریه - شبه نظامیان طالبان به یک پاسگاه پلیس در استان هلمند حمله کردند و سه پلیس را کشتند.[۳۶]
- مارس
  - ۱۲ مارس - حملات مختلف طالبان در این کشور سه پلیس به جا گذاشت.[۳۷]
  - ۱۷ مارس - حملات مختلف طالبان در این کشور باعث کشته شدن ۱۰ پلیس شد.[۳۸][۳۹]
  - ۱۹ مارس - حمله طالبان به یک پست پلیس در استان قندهار باعث کشته شدن دو پلیس و چهار مفقود شد.[۳۹]

### ۲۰۰۵
در سال ۲۰۰۵، علاوه بر کل مطالب فوق‌الذکر، ۴۲ پلیس نیز کشته شده‌اند.
- ممکن است
  - ۳۰ مه - چهار پلیس در حمله به یک ایستگاه پلیس در استان زابل کشته شدند.[۴۰]
- مرداد
  - ۲ اوت - شبه نظامیان طالبان به یک ایست بازرسی پلیس در استان نورستان حمله کردند و چهار پلیس را کشتند.
  - ۱۷ اوت - یک بمب کنار جاده ای یک پلیس را در استان قندهار کشته‌است.[۴۱]
  - ۲۱ آگوست - یک بمب کنار جاده ای دو پلیس را در استان زابل کشته‌است.[۴۲]
  - ۲۲ آگوست - یک بمب کنار جاده ای دو پلیس را در استان ارزگان کشته‌است.
  - ۳۱ آگوست - ستیزه‌جویان دیوید آدیسون، مهندس انگلیسی و مترجم وی را پس از حمله در غرب افغانستان که منجر به کشته شدن حداقل سه پلیس شد، ربودند. جسد آدیسون ۳ سپتامبر پیدا شد.[۴۳]
- سپتامبر
  - ۴ سپتامبر - حملات مختلف طالبان در این کشور منجر به کشته شدن هشت پلیس شد.[۴۴]
  - ۱۷ سپتامبر - حمله طالبان در کابل باعث کشته شدن سه پلیس شد.[۴۵]
  - ۱۸ سپتامبر - درگیری در شرق کشور باعث کشته شدن دو پلیس شد.[۴۶]
  - ۲۶ سپتامبر - یک بمب کنار جاده ای دو پلیس را در استان هلمند کشته‌است.[۴۷]
  - ۲۸ سپتامبر - یک مین زمینی باعث کشته شدن دو پلیس در ولایت کنر شد.
- اکتبر
  - ۲۳ اکتبر - نه پلیس در کمین ولایت هلمند کشته شدند.[۴۸]

## تلفات گارد امنیتی خصوصی افغان
۲۰۱۳
- اول مارس - هفت پیمانکار توسط یک بمب کنار جاده ای در استان Konar کشته شدند.[۴۹]

۲۰۰۹
- ۵ فوریه - شش پیمانکار، محافظ والی ولسوالی موسی قلعه، بر اثر بمب کنار جاده ای در استان هلمند کشته شدند.[۵۰]
- نوزدهم مارس - سه پیمانکار، که از یک قانونگذار افغان محافظت می‌کرد، بر اثر بمب کنار جاده در استان هلمند کشته شدند. قانونگذار و یک پلیس ارشد نیز کشته شدند.[۵۱]
- اول آوریل - در حمله طالبان به ساختمان شورای ولایتی در قندهار، ده نفر از جمله یک پیمانکار کشته شدند.
- ۲۰ آوریل - یک پیمانکار توسط یک بمب کنار جاده ای در استان ارزگان کشته شد.[۵۲]
- ۲۵ آوریل - سه پیمانکار توسط بمب‌گذاران انتحاری که دفترهای والی را در استان قندهار هدف قرار دادند، کشته شدند.[۵۳]
- ۲۶ آوریل - دو پیمانکار در حمله طالبان کشته شدند.[۵۴]
- ۲ مه - یک پیمانکار همراه با پیمانکار آمریکایی در یک حمله طالبان کشته شدند.
- ۴ مه - حملات مختلف طالبان در این کشور منجر به کشته شدن 9 پیمانکار شد.
- ۲۸ مه - چهار پیمانکار در کمین ولایت هرات کشته شدند.[۵۵]
- اول ژوئن - 10 پیمانکار در کمین در ولایت فراه کشته شدند.[۵۶]
- ۲ ژوئن - 10 پیمانکار در کمین در استان پکتیا کشته شدند.[نیازمند منبع]
- ۵ ژوئن - یک پی ام سی در جنگ در استان خوست کشته شد.[۵۷]
- ۶ ژوئن - سه پیمانکار در کمین در ولایت نیمروز کشته شدند.
- ۷ ژوئن - چهار پیمانکار در کمین در استان پکتیکا کشته شدند.[۵۸]
- ۱۱ ژوئیه - حملات مختلف طالبان در این کشور منجر به کشته شدن 5 پیمانکار شد.[۵۹]
- ۱۲ ژوئن - چهار پیمانکار در حمله طالبان کشته شدند.
- ۱۳ ژوئن - نه پیمانکار توسط یک بمب‌گذار انتحاری در استان هلمند کشته شدند.[۶۰]
- ۲۸ ژوئن - یک پیمانکار در کمین کاروان تدارکات در اندر کشته شد.[۶۱]
- ۲ ژوئیه - چهار پیمانکار توسط یک بمب کنار جاده ای در استان خوست کشته شدند.[۶۲]
- ۱۲ ژوئیه - چهار پیمانکار در کمین در استان غزنی کشته شدند.
- ۱۴ ژوئیه - سه پیمانکار توسط یک بمب کنار جاده ای در استان هلمند کشته شدند.[۶۳]
- ۲۵ ژوئیه - سه دستگاه پیمانکار در ماین در ولایت هلمند کشته شدند.[۶۴]
- ۲۸ ژوئیه - حملات مختلف طالبان در این کشور منجر به کشته شدن 9 پیمانکار شد.[۶۵]
- ۳۰ ژوئیه - چهار پیمانکار توسط یک بمب کنار جاده ای در استان هلمند کشته شدند.[۶۶]
- ۴ اوت - سه پیمانکار در یک انفجار تصادفی در استان غزنی کشته شدند.[۶۷]
- ۱۲ سپتامبر - هنگام حمله جنگنده‌های طالبان به دفاتر خود در ولایت کنر، شش پیمانکار کشته شدند.[۶۸]
- ۲ اکتبر - پیمانکار توسط یکی دیگر از پیمانکار آفریقای جنوبی در استان هلمند کشته شد.[۶۹]
- ۵ اکتبر - دو پیمانکار، که از یک تاجر محافظت می‌کردند، در کابل کشته شدند.[۷۰]
- ۹ اکتبر - شش پیمانکار توسط یک بمب‌گذار انتحاری در استان پکتیا کشته شدند.[۷۱]
- ۱۶ نوامبر - هنگام حمله جنگنده‌های طالبان به یک پروژه احداث پل در ولایت کندز ، چهار پیمانکار کشته شدند.[۷۲]

۲۰۰۸
- ۱۴ ژانویه - حمله کماندوهای طالبان به هتلی مجلل معروف در کابل باعث کشته شدن شش نفر از جمله دو پیمانکار شد.[۷۳]
- ۲۳ فوریه - هفت پیمانکار توسط بمبی کنار جاده کشته شدند.[۷۴]
- ۸ آوریل - 18 پیمانکار هنگام حمله شبه نظامیان به آنها در استان زابل کشته شدند.[۷۵]
- ۷ ژوئیه - شش پیمانکار در حمله طالبان کشته شدند.[نیازمند منبع]
- ۱۸ ژوئیه - حملات مختلف طالبان در این کشور منجر به کشته شدن هفت پیمانکار شد.[۷۶]
- ۲۱ ژوئیه - چهار پیمانکار در کمین کاروان مواد غذایی آنها کشته شدند.[۷۷]
- ۱۷ آگوست - در کمین کاروان تأمین کننده ناتو ، 9 پیمانکار کشته شدند.
- ۱۲ سپتامبر - هنگام کمین کاروان حمل لجستیک برای سربازان ناتو در استان فراه، 5 پیمانکار کشته و سه پیمانکار دستگیر شدند.[۷۸]
- ۲۱ سپتامبر - دو پیمانکار در حمله طالبان کشته شدند.[۷۹]
- ۲۵ سپتامبر - هنگام حمله شبه نظامیان طالبان به کارگران هندی احداث سد در استان هرات، 11 پیمانکار کشته شدند.[۸۰]
- ۱۰ اکتبر - دو پیمانکار در کمین در ولایت فراه کشته شدند.[۸۱]
- ۲۶ اکتبر - 24 پیمانکار در یک حمله هوایی ناتو در استان غزنی کشته شدند.
- ۳۰ نوامبر - یک پیمانکار توسط یک بمب کنار جاده ای در استان قندهار کشته شد.[۸۲]
- ۲۸ دسامبر - یک پیمانکار در حمله طالبان کشته شد.[۸۳]

۲۰۰۷
- ۷ فوریه - در اثر انفجار یک موتور سیکلت پر از مواد منفجره در استان قندهار، سه پیمانکار کشته شدند.[۸۴]
- ۲۳ مارس - در کمین کاروان حمل لجستیک برای نیروهای ناتو در منطقه شاهوالیکوت استان قندهار، 15 پیمانکار کشته و چهار نفر مفقود شدند.[۸۵]
- ۱۵ آوریل - یک بمب‌گذار انتحاری چهار پیمانکار را در منطقه Spin Boldak در استان قندهار کشت.[۸۶]
- ۲۵ آوریل - هنگام حمله جنگنده‌های طالبان به یک سایت شرکت راه‌سازی در نزدیکی شاهراه اصلی بین کابل و قندهار، سه پیمانکار کشته شدند.[۸۷]
- ۱۷ مه - یک بمب کنار جاده ای به وسیله نقلیه یک شرکت امنیتی خصوصی در قندهار برخورد کرد و باعث کشته شدن چهار پیمانکار شد.[۸۸]
- ۳۰ مه - یک بمب کنار جاده ای به وسیله نقلیه یک شرکت امنیتی خصوصی در استان هلمند برخورد کرد و باعث کشته شدن دو پیمانکار شد.[۸۹]
- ۱۶ ژوئیه - یک بمب‌گذار انتحاری یک پیمانکار را در قندهار کشت.[۹۰]
- ۱۸ ژوئیه - در لوگر، نزدیک کابل، یک حمله تیراندازی در نزدیکی دفتری رخ داد که مشاوره امنیتی می‌دهد. این حمله منجر به کشته شدن پیمانکار و راننده وی در یک سازمان غیردولتی شد.[۹۱]
- ۲۱ ژوئیه - چهار پیمانکار در کمین در ولایت فراه کشته شدند.[۹۲]
- ۳۰ ژوئیه - شبه نظامیان طالبان 10 پیمانکار را در جنوب کشور کشتند.[۹۳]
- ۱۸ آگوست - یک بمب‌گذار انتحاری چهار پیمانکار را به همراه ۱۱ غیرنظامی در قندهار کشته‌است.[۹۴]
- ۲۲ آگوست - یک بمب‌گذار انتحاری یک پیمانکار را در خوست کشت.[۹۵]
- ۲۳ آگوست - در هنگام کمین کاروان حمل لجستیک برای نیروهای ناتو در استان زابل 10 پیمانکار کشته شدند.[۹۶]
- ۳ سپتامبر - انفجار مین منجر به کشته شدن شش پیمانکار در استان کنر شد.[۹۷]
- ۲۰ سپتامبر - ستیزه‌جویان یک پیمانکار را در استان زابل کشتند.[۹۸]
- ۲۳ سپتامبر - سه پیمانکار به‌طور تصادفی توسط سربازان آمریکایی کشته شدند. سه پیمانکار دیگر در یک حمله طالبان دستگیر شدند.
- ۳۰ سپتامبر - ستیزه‌جویان یک پیمانکار را در استان غزنی کشتند.[۹۹]
- ۱۸ دسامبر - شبه نظامیان طالبان در کمین نزدیک ۱۵ شهر بالابوک در استان فراه 15 پیمانکار را کشتند.[۱۰۰]
- ۳۰ دسامبر - شبه نظامیان طالبان در کمین کاروان خود در بزرگراه اصلی افغانستان در استان وردک شش پیمانکار را کشتند.[۱۰۱]

۲۰۰۶
- ۱۷ تا ۱۸ مارس - حملات مختلف طالبان در این کشور منجر به کشته شدن پنج پیمانکار و دو ناپدید شد.[۳۹]
- ۲۸ مارس - سه پیمانکار در ماین در ولایت فراه کشته شدند.[۱۰۲]
- ۲۳ آوریل - شبه نظامیان طالبان به یک شرکت ساختمانی افغان با بودجه ایالات متحده حمله کردند که یک پیمانکار را کشت.[۱۰۳]
- ۲۴ مه - حملات مختلف طالبان در این کشور منجر به کشته شدن سه پیمانکار شد.[۱۰۴]
- ۱۸ ژوئن - یک بخشدار سابق به همراه چهار پیمانکار که از وی در ولایت هلمند محافظت می‌کردند کشته شد.[۱۰۵]
- ۱۰ سپتامبر - یک بمب‌گذار انتحاری یک والی استانی را در شرق افغانستان به همراه برادرزاده خود و پیمانکار کشت.[۱۰۶]

۲۰۰۵
- ۲۹ ژوئیه - یک نامزد پارلمانی به همراه شش پیمانکار که از وی در استان ارزگان محافظت می‌کردند کشته شد.[۱۰۷]
- ۲۷ سپتامبر - پیمانکار که از یک کاندیدای ریاست جمهوری محافظت می‌کرد به همراه نامزد در مزار شریف کشته شد.

۲۰۰۴
- ۵ مارس - یک پیمانکار در کمین در استان زابل کشته شد.[۱۰۸]
- ۲۹ آگوست - سه پیمانکار در حمله به خارج از درهای محوطه خود در کابل کشته شدند.[۱۰۹]

۲۰۰۳
- ۲۹ آوریل - هنگام حمله به ایست بازرسی وی در استان قندهار، یک پیمانکار کشته شد.[۱۱۰]
- ۲۷ سپتامبر - هفت پیمانکار محافظ والی ولایت هلمند در کمین کشته شدند.

۲۰۰۲
- ۵ سپتامبر - یک سو assass قصد به رئیس‌جمهور افغانستان در کابل باعث شد که یک پیمانکار از او محافظت کند و به همراه یک غیرنظامی کشته شود.[۱۱۱]

جمع
 بر اساس گزارش‌های ذکر شده در بالا، تخمین زده می‌شود که ۳۵۶ مأمور امنیتی خصوصی کشته، شش نفر ناپدید شده و سه نفر در طول جنگ اسیر شوند.